# Joseph Heinrich Coppenrath
Joseph Heinrich Coppenrath (* 4. März 1764 in Millingen, Herzogtum Kleve; † 28. Oktober 1853 in Münster) war ein deutscher Buchhändler, Verleger und Fabrikant.

## Leben
Joseph Heinrichs Familie stammte aus dem Hochsauerland (Dorlar). Seine Eltern waren Ferdinand Benedikt Coppenrath (* 1724 Dingden; † 1809 Millingen), ein kurfürstlicher Beamter, und Clara Piepers (* Bocholt; † 1781 Millingen).
Er war ebenso ein Großneffe von Friedrich Wilhelm Coppenrath († 1792), kurfürstlicher Hoffourier und Schlossverwalter in Münster und Herausgeber des Hof- und Adreß-Calenders des Hochstifts Münster von ca. 1776–1785. Die Familie Friedrich Wilhelms war wohlhabend und besaß ein Gut in Greffen. Beide Familien standen im vertrauten Verkehr, so dass er auf Betreiben seines Großonkels von Millingen nach Münster siedelte. Er wohnte im Haus (welches er später kaufte) der Witwe Jansen, geborene Platvoet, in der Königsstraße und studierte Jurisprudenz. Er wurde zunächst Prokurator und Notar (1789) beim Stadtgericht, dann Prokurator in der Perrenonsche Hofbuchhandlung in Münster.

## Familie
Um 1786 heiratete er Elisabeth Dohle († 1823). Das Ehepaar hatten sieben Kinder.
- Die älteste Tochter Josephine Coppenrath war die Mutter von
  - Ferdinand Schöningh, Buchhändler und Verleger
  - Eduard Schöningh, Bürgermeister von Meppen und Offizier der deutschen Reichsflotte und der Marineartillerie der k.k. Kriegsmarine
- Ein Neffe war Ludwig Coppenrath, Dechant in Millingen und Ehrendomherr zu Münster.[3]
- Weitere Enkel waren:
  - Alfred Coppenrath (1830–1887). Er gründete 1855 in Regensburg einen Musikverlag gleichen Namens.[4]
  - Clemens Coppenrath (1. Juni 1839 – 17. März 1864), der Steuermann der Korvette Arcona, der im Seegefecht bei Jasmund als einer der ersten Soldaten der Preußischen Marine fiel.[3][5]
- Ein Urenkel war der Pfarrer Albert Coppenrath.
- Seine Ururenkel waren die Erzbischöfe Michel-Gaspard Coppenrath und Hubert Coppenrath.

## Wirken
Neben der Arbeit beim Stadtgericht betrieb er auch den kleinen Buchhandel seines Großonkels in der Königsstraße in Münster weiter. Nach Kauf der Nachbarhäuser (von der Witwe Wolter, geborene Perrenon) und deren Ausbau in der Königsstraße nahm er dort (später in der Lütgengasse) eine Druckerei in Betrieb und gründete damit 1786 die Verlagsbuchhandlung Coppenrath. Hier gab er auch später den Westfälischen Merkur (1822 bis 1865 im Besitz der Familie) heraus.
Auf seinen Handelsreisen (u. a. nach Paris und Brüssel) erlernte er die französische und niederländische Sprache. Nach der Französischen Revolution organisierte er die Geld- und Bankgeschäfte etwa für den immigrierten französischen Adel.
1803 übernahm er die 1768 von Philipp Heinrich Perrenon gegründete Perrenonsche Hofbuchhandlung. Diese war von 1798 bis 1803 im Besitz der Brüder Franz und Anton Platvoet. Er benannte sie in Coppenrath’sche Kunst und Buchhandlung um. Er errichtete auch Filialen in Hamm und Witten. Etwa um das Jahr 1809 erwarb er das Eckhaus am Prizipalmarkt 28 und baute es ebenfalls zur Buchhandlung aus. Dieses Geschäft bestand dort bis zur Mitte des 20. Jahrhunderts. Heute existieren unter dem Namen Coppenrath in Münster noch die Universitätsbuchhandlung Coppenrath & Boeser sowie der Coppenrath Verlag unter Leitung (ab 1977) von Wolfgang Hölker.
Seiner Neigung zur Landwirtschaft ging er mit der Erwerbung des Gutes Tegeland bei Bocholt nach. In St. Mauritz bei Münster kaufte er Heideland auf und machte es urbar. Er errichtete hier auch eine kleine Ziegelei und baute das Gutshaus Coppenrath, welches 1920 abgerissen wurde. Er betrieb außerdem eine Walkmühle mit Spinnerei und Tuchfabrik in Bruch bei Recklinghausen.
Am Ende seines Lebens besaß er neben den Besitzungen ein Vermögen von 25.000 Reichstalern. Drei seiner Söhne (Joseph, Heinrich und Franz) führten Verlag und Buchhandel weiter.